# Майстришин Олег Олександрович
Оле́г Олекса́ндрович Майстри́шин (16 грудня 1970, с. Підгірне, Старокостянтинівський район, Хмельницька область, Українська РСР — 11 червня 2017, смт Ольгинка, Волноваський район, Донецька область, Україна) — старший солдат Збройних сил України, учасник російсько-української війни.

## Біографія
Народився 1980 року в селі Підгірне на Хмельниччині. З 1978 року навчався у Підгірнянській сільській школі. Продовжив навчання у Немиринецькій середній школі сусіднього села Немиринці, яку закінчив 1988 року.
У 1989—1991 роках проходив строкову армійську службу. З 1992 по 2005 рік працював водієм в колгоспі ім. Ілліча.
З 2005 року служив за контрактом в Збройних Силах України, 30-та окрема механізована бригада, в/ч А0409, м. Новоград-Волинський.
Розлучений. Мешкав з матір'ю у Підгірному.
Під час російської збройної агресії проти України з 2016 року брав участь в антитерористичній операції.
Старший солдат, механік-водій бойової машини (БМП-1) розвідувального взводу 30 ОМБр. 12 червня 2017 року закінчувалась друга ротація Олега в зоні бойових дій, він мав поїхати до дому у відпустку.
Загинув внаслідок артилерійського обстрілу позицій поблизу смт Ольгинка — смт Графське Волноваського району з боку окупованого Докучаєвська. 11 червня 2017 року близько 23:45 снаряд калібром 152-мм влучив у розташування підрозділу, старшому солдату відірвало обидві ноги і він помер.
Похований 14 червня на кладовищі села Підгірне.
Залишились мати Любов Степанівна Майстришина і син Ігор, 1993 р.н.

## Нагороди та звання
- Указом Президента України № 363/2017 від 14 листопада 2017 року, за особисту мужність і самовіддані дії, виявлені у захисті державного суверенітету та територіальної цілісності України, зразкове виконання військового обов'язку, нагороджений орденом «За мужність» III ступеня (посмертно)[5].
- Рішенням 12-ї сесії районної ради від 21 липня 2017 року присвоєно звання «Почесний громадянин Старокостянтинівського району» (посмертно).

## Вшанування пам'яті
17 листопада 2017 року в селі Підгірному на будівлі Підгірнянського НВК «ЗОШ І-ІІ ступенів — ДНЗ» відкрили меморіальну дошку на честь полеглого на війні учня школи.